# Boubou Cissé
Boubou Cissé (n. 1974, Bamako, Bamako Capital District⁠(d), Mali) este un politician malian care ocupă, actualmente, funcția de prim ministru din Mali. Este, de asemenea, ministrul economiei și al finanțelor și a fost ministru al minelor și industriei și ministru al minelor.

## Viața timpurie
Boubou Cissé a obținut un master la Universitatea din Auvergne și un doctorat în economie de la Universitatea Aix-Marsilia.

## Cariera
Cissé și-a început cariera de economist pentru Banca Mondială la Washington, D.C. în 2005. [3] În 2008, el a fost promovat ca economist principal și director de proiect al Diviziei de dezvoltare umană. Ulterior a lucrat în Nigeria și Niger ca reprezentant rezident al Băncii Mondiale.
Cissé a fost numit prim-ministru în Mali în 2019, după demisia lui Soumeylou Boubèye Maïga și a guvernului său. El a ocupat funcția de ministru al industriei și minelor în 2013, ministrul minelor în aprilie 2014, și ministrul economiei și finanțelor din 2016.

## Alte activități
- Fondul Monetar Internațional (FMI), membru din oficiu al Consiliului guvernatorilor (din 2016)[4]
- Banca de Dezvoltare Islamică, membru din oficiu al Consiliului guvernatorilor (din 2016)[5]
- Banca Mondială, membru din oficiu al Consiliului guvernatorilor (din 2016)[6]